# Szabó László (sakkozó)
Szabó László (Budapest, 1917. március 19. – 1998. augusztus 8.), magyar sakkozó, nemzetközi nagymester, sakkolimpiai bajnok, Európa-bajnoki ezüst és bronzérmes, többszörös világbajnokjelölt és tízszeres magyar bajnok.

## Élete
Budapesten, 1917 március 19-én született zsidó származású családba. Nemzetközi sakk-karrierje 1935-ben kezdődött, amikor beválogatták a magyar csapatba, a lengyelországi  8. sakkolimpiára. Az 1936-os nemhivatalos sakkolimpián Münchenben a magyar válogatott csapattal aranyérmet nyert. Az 5. táblán elért 86,8%-os teljesítményével tábláján aranyérmet szerzett, és eredménye a teljes mezőnyben is a legjobb volt. Az 1937-es stockholmi sakkolimpián a 2. táblán a mezőnyben a 2. legjobb eredményt érte el, amellyel nagyban hozzájárult a magyar válogatott ezüstérméhez.
1942-ben Londonban tartózkodott, amikor megígérték neki, hogy hasonlóan a kétszeres olimpiai bajnok kardvívó és egyébként színikritikus Petschauer Attilához nem fog bántódása esni a származása miatt csak jöjjön haza. Szabó hitt az ígéreteknek, pedig Budapestre érkezése után Petschauerrel együtt munkaszolgálatra hívták be és 1943-ban hadifogságba esett. A sakkozó karrierjéből ezek az évek így kimaradtak. A nagymester, miután hazajöhetett a fogságból, mintegy húsz éven keresztül a legjobb magyar sakkozó volt.

## Sakkozói pályafutása
1950-ben lett nemzetközi nagymester. Ugyanebben az évben az egyik résztvevője volt a Budapesten megrendezett világbajnokjelöltek versenyének, amely után a szovjet Bronstejn hívhatta ki 1951-ben az akkori sakk-világbajnokot, Botvinniket.
A Bán Jenő és Barcza Gedeon által szerkesztett Magyar Sakkélet élére helyezték, és – a nemzetközi versenyek által megkövetelt időszakot leszámítva – a szerkesztési munkákba is aktívan bekapcsolódott. Két évtizedre ez a triumvirátus határozta meg a folyóirat arculatát.

## Olimpiai szereplései
11 hivatalos és 1 nemhivatalos olimpián szerepelt a magyar válogatottban, amelyeken 156 partit játszott magyar színekben és 95,5 pontot szerzett. Összesen 1 alkalommal nyert aranyérmet, emellett 1 ezüst és 2 bronzérmet szerzett a magyar csapattal. Egyénileg 1 arany, 2 ezüst és 1 bronzérmet kapott a tábláján elért eredményei alapján.
| Év   | Olimpia                     | Helyszín                | Tábla | Győzelem | Vereség | Döntetlen | %    | Helyezés egyéni | Helyezés csapat |
| 1935 | 6. sakkolimpia              | Varsó ( Lengyelország)  | 4.    | 6        | 2       | 6         | 64,3 | 4.              | 4.              |
| 1936 | 3. nemhivatalos sakkolimpia | München ( Németország)  | 5.    | 14       | 0       | 5         | 86,8 | Aranyérem       | Aranyérem       |
| 1937 | 7. sakkolimpia              | Stockholm ( Svédország) | 2.    | 9        | 2       | 7         | 69,4 | Ezüstérem       | Ezüstérem       |
| 1952 | 10. sakkolimpia             | Helsinki ( Finnország)  | 1.    | 8        | 1       | 5         | 75   | Bronzérem       | 6.              |
| 1954 | 11. sakkolimpia             | Amszterdam ( Hollandia) | 1.    | 5        | 4       | 7         | 53,1 | 14.             | 6.              |
| 1956 | 12. sakkolimpia             | Moszkva ( Szovjetunió)  | 1.    | 6        | 1       | 10        | 64,7 | 5.              | Bronzérem       |
| 1958 | 13. sakkolimpia             | München ( NSZK)         | 1.    | 6        | 3       | 3         | 62,5 | 7.              | 13.             |
| 1960 | 14. sakkolimpia             | Lipcse ( NDK)           | 1.    | 6        | 5       | 3         | 53,6 | 16.             | 4.              |
| 1962 | 15. sakkolimpia             | Várna ( Bulgária)       | 2.    | 3        | 2       | 9         | 53,6 | 16.             | 5.              |
| 1964 | 16. sakkolimpia             | Tel-Aviv ( Izrael)      | 2.    | 5        | 3       | 4         | 58,3 | 14.             | 4.              |
| 1966 | 17. sakkolimpia             | Havanna ( Kuba)         | 2.    | 7        | 0       | 8         | 73,3 | Ezüstérem       | Bronzérem       |
| 1968 | 18. sakkolimpia             | Lugano ( Svájc)         | 2.    | 1        | 4       | 5         | 35   |                 | 6.              |

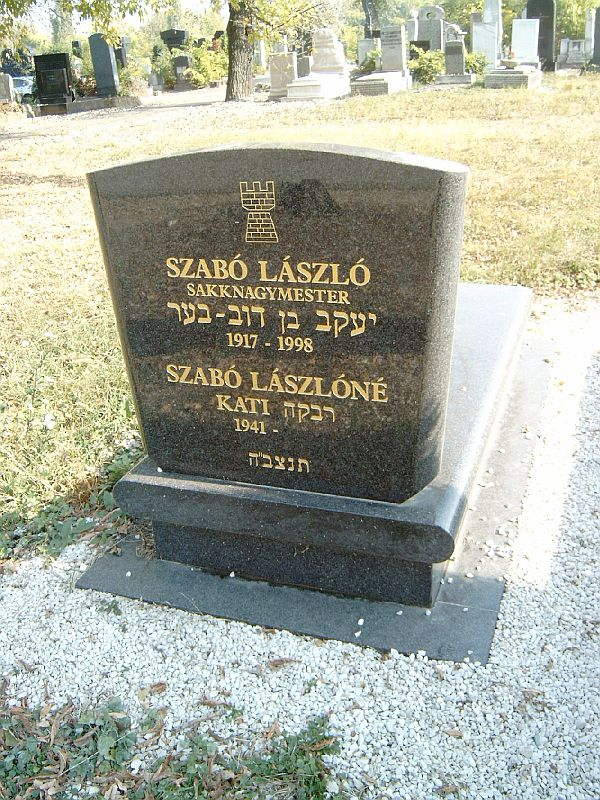
Szabó László sírja Budapesten. Kozma utcai izraelita temető: 5B-2-36.

Olimpiai eredményeinek emlékét a világon egyedülállő sakkolimpiai emlékmű is őrzi Pakson.

## Könyve
- 50 év – 100 000 lépés (Sport kiadó, 532 oldal, 1981,  ISBN 9632533712)

## Díjai, elismerései
- A Magyar Népköztársaság kiváló sportolója (1951)[18]
- A Magyar Népköztársasági Sportérdemrend arany fokozata (1951)[19]
- Szocialista Munkáért Érdemérem (1961) a lipcsei sakkolimpián elért eredményért[20]
- A Magyar Népköztársaság Kiváló Sportolója (1968)[21]
- Munka Érdemrend arany fokozat (1982)[22]
- Maróczy-bronzplakett (1994)[23]

## Emlékezete
- 2017. március 18–26. között, születésének 100. évfordulója alkalmából rendezik a Budapesti Tavaszi Fesztivál–Szabó László Sakk emlékversenyt, amely az utóbbi 25 év legnagyobb magyarországi nyílt versenye. Az előzetes nevezések alapján Afrika kivételével minden kontinensről érkeznek résztvevők, akik között 40 nemzetközi nagymester és 22 nemzetközi mester jelezte indulását.[24]